# خورشید کرد

خورشید کُرد

خورشید کرد (به کردی: ڕۆژی کوردی، خۆری کوردی، هوه‌ر کوردی، خوه‌ر کوردی) خورشیدی طلایی و سوزان است که نشان ملی کردها محسوب می‌شود. این نشان دارای سابقه مذهبی و فرهنگی در میان کردها است که به دوران باستان بازمی‌گردد. همچنین در درون پرچم کردستان درفش رسمی اقلیم کردستان عراق یافت می‌شود. این خورشید شامل ۲۱ پرتو با اندازه و شکل مساوی است. عدد ۲۱ عددی مقدس است که نوزایی در دین باستانی و اصلی کردی، یزدانی‌گری و شاخه‌های امروزی آن را نشان می‌دهد. عدد ۲۱ همچنین نمادی از روز ۲۱ مارس، مصادف با نوروز، آغاز سال نوی کُردی است.

## پیشینه

### پرچم‌های مورد استفاده

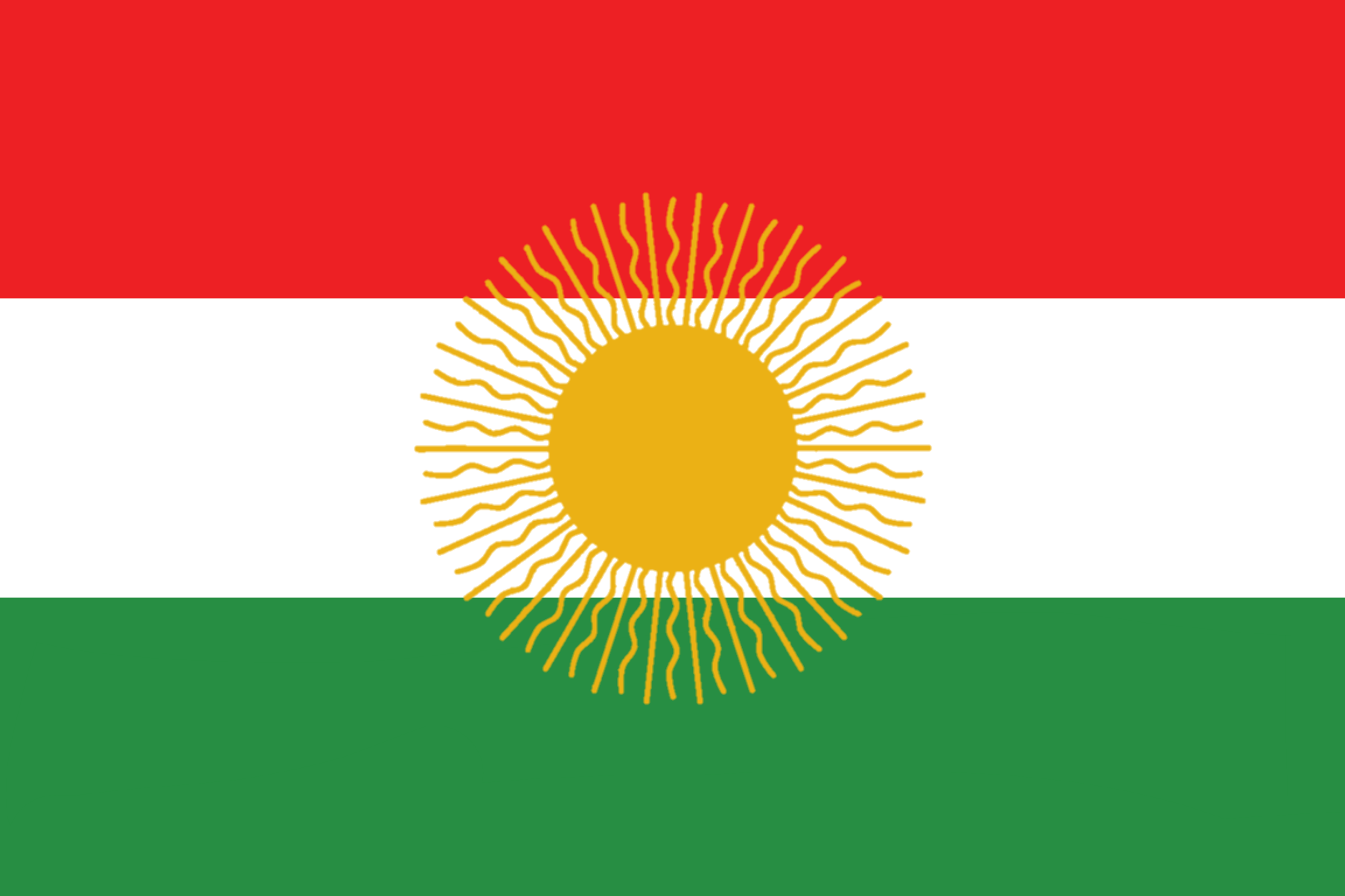
نخستین پرچم کردستان عراق
پرچم جمهوری مهاباد.[۷]
نسخه سوم و فعلی پرچم که در سال ۱۹۹۲ توسط اقلیم کردستان عراق به تصویب رسید.
پرچم عراق از ۱۹۵۹ تا ۱۹۶۳ که در آن به منظور ارتقای همبستگی و ملی‌گرایی عراقی از خورشید کُرد در کنار رنگ‌های پان‌عربیسم استفاده شده‌بود.
پرچم کنفدراسیون جوامع کردستان که در آن ستارهٔ سرخ سوسیالیسم در مرکز خورشید کُرد قرار گرفته است.